# Jiří Czarda
Jiří Czarda (15. května 1851 Praha-Malá Strana – 6. listopadu 1885 Praha-Staré Město) byl český lékař, docent UK, specialista na nemoci nosní a ušní, první český otolog.

## Život
Byl synem známého lékaře na Hradčanech. Kvůli dlouhodobým zdravotním potížím studoval v Neapoli. Po získání titulu MUDr. (1876) působil jako asistent v zemské porodnici a sekundář ve všeobecné nemocnici. Vedle lékařských povinností dál studoval (pobyt na univerzitách v Dánsku, Německu, Itálii, Francii a Anglii), účastnil se kongresů (například 2. sjezdu ušních lékařů v Miláně) a sestrojoval lékařské pomůcky a nástroje. Za vynálezy dostal roku 1880 v Janově bronzovou medaili. Také publikoval odborné texty v češtině (Časopis českých lékařů, Odborná pathologie a therapie) i v jiných jazycích (hlavně francouzsky).
Czarda byl také známý jako humanista a podporovatel vědy. Protože česká lékařská fakulta neměla vlastní ORL kliniku, založil a na vlastní náklady vybavil soukromý ústav pro nemoci nosní a ušní. Nemajetní zde dostávali péči zdarma.
Roku 1885 byl jmenován docentem na české lékařské fakultě v Praze a mnozí do něj vkládali naději, že svými hlubokými znalostmi, mezinárodním renomé i obětavostí přinese velký prospěch vědě. Brzy potom ale zemřel na zápal plic. Jeho smrt byla pro nedávno osamostatněnou českou univerzitu i pro národ velkou ztrátou.